# Ишан-Базар
Ишан-Базар, Ишан-базар, Ишан базар, Акмешет - достопримечательность, расположенная в селе Аккойлы в Ордабасинском районе Туркестанской области Казахстана. Датируется концом XIX — началом XX века. Как историко-архитектурный памятник включен в республиканский реестр памятников истории и культуры и его масштабная реставрация запланирована в ближайшее время.

## История
Шахиахмед — настоящее имя Ногай ишана. По национальности Шахиахмед был татарином, поэтому народ прозвал его Ногай Ишаном. Прославился Шахиахмед тем, что распространял ислам совершив Хадж и получив все знания необходимые для последующей экспансии.
Сооружена мастерами Бухары на средства сына казахского акына Ишана Егемберди — Мади, его родственников и населения. Украшают мечеть четырнадцать куполов. В медресе при мечети учился казахский акын Нуралы Нысанбайулы. В 1926 году мечеть была закрыта. В дальнейшем в ней располагались магазин, тюрьма и свиноферма.